# اوآنا کارینا کونستانتین
اوآنا کارینا کونستانتین (به انگلیسی: Oana Corina Constantin) ژیمناست زادهٔ ۱۲ نوامبر ۱۹۹۱ میلادی اهل کشور رومانی است.